# Marcipa noel
Marcipa noel is een vlinder uit de familie spinneruilen (Erebidae). De wetenschappelijke naam is voor het eerst geldig gepubliceerd in 1966 door Viette.
De soort komt voor in tropisch Afrika.